# Pseudosinella octopunctata
Pseudosinella octopunctata är en urinsektsart som beskrevs av Boerner 1901. Pseudosinella octopunctata ingår i släktet Pseudosinella och familjen brokhoppstjärtar. Arten är reproducerande i Sverige. Inga underarter finns listade i Catalogue of Life.